# UZR
UZR（英語：Ultimate zone rating）是棒球運動一項用來計算防守的賽伯計量學數據，該數據透過安打、出局和失誤的計算過後，能評估一名守備員在與其他守備能力約落在大聯盟平均的球員比較下，守備能力較突出或較落後多少。在計算UZR數據前，會將棒球場分成若干部分，並根據該守備員適合的守備範圍進行深入計算。
這項數據是由美國棒球網站Fangraphs的米切爾·里奇曼（英語：Mitchel Lichtman）所發明。
而該數據的支持者建議UZR應以3年為一單位來做計算，因為若只採取某一年的數據，那麼樣本數太小會有計算誤差。前大聯盟游擊手大衛·艾克斯坦曾說：「大部分的防守都是讓自己處在正確的位置來處理。」聖地牙哥教士的營運總監約翰·史坦則說：「如果球員不是從UZR區域圖的正中間擴展計算的話，那麼會出現誤差。」